# Tour horloge de Jaffna
La Tour horloge de Jaffna (en tamoul : யாழ்ப்பாணம் மணிக்கூட்டுக் கோபுரம்; transcrit Yāḻppāṇam Maṇikkūṭṭuk Kōpuram) est une tour de l'horloge située dans la ville de Jaffna, dans le nord du Sri Lanka. 
C'est l'un des monuments majeurs de la ville. Il a été construit pour commémorer la visite d'Édouard VII, prince de Galles à Ceylan en 1875.

## Histoire
Lors de l'annonce de la visite du prince de Galles à Ceylan en 1875, un comité de réception fut formé. Ils ont réussi à lever plus que 10 000 Rs. Le fonds a été utilisé pour acheter un coffre d'argent et un ensemble de bijoux en argent qui ont été présentés au prince de Galles à Colombo le 1er décembre 1875. 
Le solde du fond (6 000 Rs.) devait être utilisé pour construire un mémorial permanent pour commémorer la visite du prince. Lors d'une réunion tenue le 1er juillet 1880, il a été décidé d'utiliser le fonds pour construire une tour horloge sur l'esplanade de Jaffna. 4000 Rs supplémentaires ont été collectés grâce aux contributions locales pour la construction de la tour.
La conception de la tour a été dirigée par l'architecte du gouvernement, J. G. Smither. L'horloge a été donnée par le gouverneur du Ceylan britannique James Longden; et la cloche est datée de 1882. 
La tour a été gravement endommagée à la fin des années 1980 par la guerre civile. Lorsque Charles, prince de Galles, a visité le Sri Lanka en 1998, il a offert une aide britannique à la restauration de la tour. Le gouvernement britannique a fait don de 1 million de Rs.
Le 19 juin 2002, le haut-commissaire britannique au Sri Lanka (en), Linda Duffield (en), a inauguré la tour rénovée.